# Liste des orgues de Picardie
Cet article recense les orgues actuellement présents dans les trois départements de la Picardie, Aisne, Oise et Somme.

## Liste des orgues dans l'Aisne
| Orgue            | Commune                       | Édifice                                        | Année | Protection                                                       | Illus.           |
| ---------------- | ----------------------------- | ---------------------------------------------- | --- | ---------------------------------------------------------------- | ---------------- |
| Orgue de tribune | Aisonville-et-Bernoville      | Église Notre-Dame-de-la-Nativité de Bernoville | Inconnu (XVIIe siècle) Michel Kerst (1791/92) Sébastien Zeiger (1855) Emile Déjardin (1883) Pol Renault (1927) Beuchet-Debierre (1961)                        |                                                                  |                  |
| Orgue de tribune | Ambleny                       | Église Saint-Martin d'Ambleny                  | restauration Vincent Dupont (2009) |                                                                  |                  |
| Orgue de tribune | Aubenton                      | Église Notre-Dame                              | Inconnu (XVIIe siècle) Michel Kerst (1791/92) Sébastien Zeiger (1855) Dejardin (1883) Pol Renault (1927) Beuchet-Debierre (1961)                              | Classé MH (buffet, tribune, 1931) · Classé MH (instrument, 1965) |                  |
| Orgue de tribune | Bichancourt                   | Église Saint-Martin                            | Auguste Convers (1930) restauration Vincent Dupont (2019) |                                                                  |                  |
| Orgue de tribune | Bohain-en-Vermandois          | Église Notre-Dame de Lourdes                   | Joseph Merklin John Albert Abbey (après 1918) |                                                                  |                  |
| Orgue de tribune | Braine                        | Abbatiale Saint-Yved                           | Aristide Cavaillé-Coll (1853) Gaston Gutschenritter (1928) Orgue démonté (1970)                                                                               |                                                                  |                  |
| Orgue de tribune | Brunehamel                    | Église Saint-Nicolas                           | Dawson Organ Thierry Lermercier (1999) |                                                                  |                  |
| Orgue de tribune | Bucy-le-Long                  | Église Saint-Martin                            | J. Merklin et Cie Abbey (1931) Jean-Claude Alcouffe (1986) |                                                                  |                  |
| Orgue de tribune | Buironfosse                   | Église Saint-Nicolas                           | Joseph Merklin (1874) remonté à Buironfosse (1907) Christian Casse (1984) restauration Daniel Decavel (2016)                                                  |                                                                  |                  |
| Orgue de tribune | La Capelle                    | Église Sainte-Grimonie                         | Hippolyte Loret (1867) Jean-Christian Guerrier (1998) | Classé MH (instrument, 1982)                                     |                  |
| Orgue de tribune | Chaourse                      | Église Saint-Martin                            | Samuel Frederick Dalladay (1910) Gray & Davison (1960) Jacques Petit-Falaize (2015)                                                                           |                                                                  |                  |
| Orgue de tribune | Charly-sur-Marne              | Église Saint-Martin                            | Aristide Cavaillé-Coll (1881) Charles Mutin Jean-Marc Cicchero (1986)                                                                                         |                                                                  |                  |
| Orgue de tribune | Château-Thierry               | Église réformée américaine                     | Frédéric Haerpfer (1923) Joseph Gutschenritter (après 1965)                                                                                                   | Inscrit MH (instrument, buffet, tribune)                         |                  |
| Orgue de tribune | Château-Thierry               | Église Saint-Crépin                            | Famille Anneessens (1895) Joseph Gutschenritter (après 1965)                                                                                                  | Classé MH (buffet, tribune, 1922)                                |                  |
| Orgue de tribune | Chauny                        | Église Notre-Dame                              | Merklin-Fortin (1926) Beuchet-Debierre (1952) Bernard Cogez (2005)                                                                                            |                                                                  |                  |
| Orgue de tribune | Chauny                        | Église Saint-Martin                            | Merklin (détruit) Beuchet-Debierre (1956) |                                                                  |                  |
| Orgue de tribune | Chézy-sur-Marne               | Église Saint-Martin                            | Émile Déjardin (milieu du XIXe siècle) | Inscrit MH (buffet, instrument, 1989)                            |                  |
| Orgue de tribune | Clastres                      | Église Saint-Sulpice                           | Alexis Collet (entre-deux-guerres) |                                                                  |                  |
| Orgue            | Coucy-le-Château-Auffrique    | Église Saint-Sauveur                           | Charles Mutin (1910) Paul-Marie Koenig (1950) restauration Jacques Petit-Falaize (1984)                                                                       |                                                                  |                  |
| Orgue de tribune | Dizy-le-Gros                  | Église de la Nativité-de-la-Sainte-Vierge      | François Didier (1929) |                                                                  |                  |
| Orgue de tribune | Étréaupont                    | Église Saint-Martin                            | Auguste Boudsocq (1849) |                                                                  |                  |
| Orgue de tribune | Étreux                        | Église de la Nativité de la Sainte-Vierge      | Henri Didier (1903) Paul-Marie Koenig (1963) |                                                                  |                  |
| Orgue de tribune | La Fère                       | Collégiale Saint-Montain                       | Gaston Gutschenritter (1931) Muller (1980) |                                                                  |                  |
| Orgue de tribune | Fère-en-Tardenois             | Église Saint-Macre                             | Georg Westenfelder (1990) |                                                                  |                  |
| Orgue de tribune | La Ferté-Milon                | Église Notre-Dame                              | Inconnu (XVIIIe siècle) Augustin Zeiger (1868) Salomon Van Bever (1912) Christian Guerrier (1984)                                                             | Classé MH (buffet, 1912)                                         |                  |
| Orgue de tribune | La Ferté-Milon                | Église Saint-Nicolas                           | Salomon Van Bever (1905) |                                                                  |                  |
| Orgue de tribune | Gandelu                       | Église Saint-Rémy                              | Maurice Delmotte (1955) |                                                                  |                  |
| Orgue de tribune | Guignicourt                   | Église Saint-Pierre                            | Jean Daldosso (2003) |                                                                  |                  |
| Orgue de tribune | Guise                         | Église Saint-Pierre et Saint-Paul              | Merklin-Schütze (1890) Paul-Marie Koenig (années 1960) Christian Guerrier (1992) Daniel Decavel (2013)                                                        |                                                                  |                  |
| Orgue de tribune | Hirson                        | Église Notre-Dame de Lourdes                   | Augustin Brisset (orgue Anneessens début XXe siècle) Louis Georgel (1936) Bernard Cogez (2002)                                                                |                                                                  |                  |
| Orgue de tribune | Homblières                    | Église Saint-Étienne                           | Allibonsy |                                                                  |                  |
| Orgue de tribune | Jeantes                       | Église Saint-Martin                            | Inconnu (provient du château Lemiers (Pays-Bas) en 2006) |                                                                  |                  |
| Orgue de chœur   | Laon                          | Cathédrale Notre-Dame                          | Henri Didier (fin XIXe siècle) Denis Lacorre (2012) |                                                                  |                  |
| Orgue de tribune | Laon                          | Cathédrale Notre-Dame                          | Inconnu (1698) Henri Didier (1899) Erwin Müller et Bernard Dargassies (1984)                                                                                  | Classé MH (buffet, 1971) · Classé MH (instrument, 1979)          |                  |
| Orgue de tribune | Laon                          | Église Saint-Jean-Baptiste de Vaux             | Aristide Cavaillé-Coll (1885) Paul-Marie Koenig (années 1960)                                                                                                 | Inscrit MH (instrument, 1993)                                    |                  |
| Orgue de tribune | Laon                          | Église Saint-Marcel                            | Max Rœthinger (après 1963) |                                                                  |                  |
| Orgue de chœur   | Laon                          | Église Saint-Martin                            | Paul-Marie Koenig (début XXe siècle) |                                                                  |                  |
| Orgue de tribune | Laon                          | Église Saint-Martin                            | Edmond Alexandre Roethinger (vers 1935) |                                                                  | Orgue et tribune |
| Orgue de tribune | Liesse-Notre-Dame             | Basilique Notre-Dame de Liesse                 | Joseph Merklin (1864) Plet (2017) |                                                                  |                  |
| Orgue de tribune | Marle                         | Église Notre-Dame de Marle                     | Daublaine Callinet (1840) Aristide Cavaillé-Coll (1891) Charles Mutin (1923) Laurent Plet (1986)                                                              | Inscrit MH (buffet, 1972) · Classé MH (instrument, 1980)         |                  |
| Orgue de tribune | Mons-en-Laonnois              | Église Saints Pierre et Paul                   | Jean Grammet (après 1945) |                                                                  |                  |
| Orgue de tribune | Montcornet                    | Église Saint-Martin                            | Inconnu (début XVIIIe siècle) Raulin (1791) Augustin Zeiger (1869) Paul-Marie Koenig (1951/1969) Jacques Petit-Falaize                                        | Classé MH (buffet, 1911)                                         |                  |
| Orgue de tribune | Neufchâtel-sur-Aisne          | Église Saint-Paul                              | Michel Merklin et Kuhn (1950) Jacques Petit-Falaize (années 1980)                                                                                             |                                                                  |                  |
| Orgue de tribune | Neuilly-Saint-Front           | Église Saint-Rémi-et-Saint-Front               | Inconnu Félix Van den Brande Daniel Vigier, Henri Benoit et Robert Lherminier (1945) restauration Vincent Dupont (2011/12)                                    |                                                                  |                  |
| Orgue de tribune | Neuve-Maison                  | Église Saint-Lazare                            | Inconnu (XVIIe) Pol Renault (1926) Jacques Petit-Falaize (1986)                                                                                               | Classé MH (tribune, buffet, 1932) · Classé MH (instrument, 1980) |                  |
| Orgue de tribune | Nogent-l'Artaud               | Église Saint-Germain                           | Inconnu (XVIe/XVIIe siècle) Paul-Marie Koenig (1947) orgue démonté en 2001                                                                                    | Classé MH (instrument, 1990) · Classé MH (buffet, 2006)          |                  |
| Orgue de tribune | Le Nouvion-en-Thiérache       | Église Saint-Denis                             | Jean-Baptiste Stoltz (1850/70) Auguste Convers (1928) H. Pallaud (1965) Jacques Petit-Falaize (1985)                                                          |                                                                  |                  |
| Orgue de tribune | Origny-en-Thiérache           | Église Saint-Cyr-et-Sainte-Julitte             | Alibonsy (années 1920) |                                                                  |                  |
| Orgue de tribune | Parfondeval                   | Église Saint-Médard                            | Louis Debierre (vers 1900) |                                                                  |                  |
| Orgue de tribune | Résigny                       | Église Saint-Nicolas                           | Paul Chazelle (1874) Sequies Paul-Marie Koenig Daniel Decavel (début XXIe siècle)                                                                             |                                                                  |                  |
| Orgue de tribune | Ribemont                      | Église Saint-Pierre-et-Saint-Paul              | Auguste Brisset |                                                                  |                  |
| Orgue de tribune | Rozoy-sur-Serre               | Église Saint-Laurent                           | Inconnu (1710) Paul-Marie Koenig (1956/57) Jacques Petit-Falaize (1972 et 2010)                                                                               | Inscrit MH (buffet, 1977) · Classé MH (instrument, 1989)         |                  |
| Orgue de tribune | Sains-Richaumont              | Église Saint-Martin                            | Aristide Cavaillé-Coll (1880) Auguste Brisset Paul-Marie Koenig (1948/68)                                                                                     |                                                                  |                  |
| Orgue de tribune | Saint-Erme-Outre-et-Ramecourt | Église Saint-Théodulphe de Ramecourt           | orgue de série (entre-deux-guerres) |                                                                  |                  |
| Orgue de tribune | Saint-Michel                  | Abbaye de Saint-Michel                         | Jean Boizard (1714) Clovis Renault (1885) Haerpfer-Erman (1980/83) Georg Westenfelder (1992/97)                                                               | Classé MH (instrument, 1950) · Classé MH (buffet, 1969)          |                  |
| Orgue de tribune | Saint-Quentin                 | Basilique Saint-Quentin                        | Robert Clicquot (1703) Antoine Sauvage (1850) Haerpfer-Erman (1958)                                                                                           | Classé MH (buffet, 1969)                                         |                  |
| Orgue de tribune | Saint-Quentin                 | Église Notre-Dame de Remicourt                 | Christian Guerrier (1988) |                                                                  |                  |
| Orgue de tribune | Saint-Quentin                 | Église Saint-Éloi                              | Félix Van Den Brande (?) (XXe siècle) |                                                                  |                  |
| Orgue de tribune | Saint-Quentin                 | Église Saint-Jean                              | Convers (?) |                                                                  |                  |
| Orgue de tribune | Seraucourt-le-Grand           | Église Saint-Martin                            | Felix Van den Brande (années 1950) |                                                                  |                  |
| Orgue de tribune | Sissonne                      | Église Saint-Martin                            | (entre-deux-guerres) Paul-Marie Koenig (1960/65) |                                                                  |                  |
| Orgue de tribune | Sissy                         | Église Notre-Dame                              | John Mary Abbey (1931) |                                                                  |                  |
| Orgue de chœur   | Soissons                      | Cathédrale Saint-Gervais-et-Saint-Protais      | Louis Callinet (1839) Merklin-Schutze (1865/66) Augustin Brisset et Théodore Jaquot (1920/21) Paul-Marie Koenig (1950/51) Jean Daldosso (fin des années 1990) | Classé MH (1862)                                                 |                  |
| Orgue de tribune | Soissons                      | Cathédrale Saint-Gervais-et-Saint-Protais      | Victor Gonzalez (1949) Georges Danion (1956) |                                                                  |                  |
| Orgue de tribune | Soissons                      | Cité de la Musique et de la Danse              | Westenfelder(avant 2015) |                                                                  |                  |
| Orgue de tribune | Soissons                      | Collège Saint-Paul de Soissons                 | Joseph Merklin (1913) Gutschenritter |                                                                  |                  |
| Orgue de tribune | Soize                         | Église Saint-Aubin                             | inconnu (date inconnue) J. Sequies (1926) |                                                                  |                  |
| Orgue de tribune | Thenelles                     | Église Saint-Quentin                           | inconnu (1934-1935) Pallaud (1937) |                                                                  |                  |
| Orgue de tribune | Vailly-sur-Aisne              | Église Notre Dame                              | J. Merklin & Cie (?) |                                                                  |                  |
| Orgue de tribune | Versigny                      | Église Saint-Jean-Baptiste                     | Pierre Ménard et Eugène Orange (vers 1860) |                                                                  |                  |
| Orgue de tribune | Vervins                       | Église Notre-Dame                              | Pierre Schyven (1886) Jacques Petit-Falaize (1984) | Classé MH (buffet, 1972)                                         |                  |
| Orgue de tribune | Vigneux-Hocquet               | Église Saint-Martin                            | Inconnu (XVIIIe-XIXe siècles) Renault (1906) Pierre Allibonssy (vers 1930)                                                                                    |                                                                  |                  |
| Orgue de tribune | Villers-Cotterêts             | Église Saint-Nicolas                           | Joseph Merklin (1895) Charles Mutin (1923) Victor Gonzalez (1972) remise en état (2006)                                                                       |                                                                  |                  |

## Liste des orgues dans l'Oise
| Orgue             | Commune                | Édifice                                | Facteurs | Protection                                                       | Illus. |
| ----------------- | ---------------------- | -------------------------------------- | --- | ---------------------------------------------------------------- | ------ |
| Orgue de chœur    | Beauvais               | Cathédrale Saint-Pierre                | Pierre-Alexandre Ducroquet (1850) Joseph Gutschenritter (1943)                                                                                      |                                                                  |        |
| Orgue de tribune  | Beauvais               | Cathédrale Saint-Pierre                | Cosyn (1827) Georges Danion (1979) |                                                                  |        |
| Orgue de tribune  | Beauvais               | Église Notre-Dame de Marissel          | Charles Dallery (fin XVIIIe siècle) Pierre-Marie Hamel (1852) Bertrand Cattiaux (2007)                                                              | Classé MH (buffet, 1912) · Classé MH (instrument, 1978)          |        |
| Orgue de chœur    | Beauvais               | Église Saint-Étienne                   | Stoltz Frères (1878) |                                                                  |        |
| Orgue de tribune  | Beauvais               | Église Saint-Étienne                   | (milieu du XVIIe siècle) Pierre-François Dallery (1815) Pierre-Marie Hamel (1835) Charles Barker (1869) Jacquot-Lavergne (1954) restauration (1995) |                                                                  |        |
| Orgue de tribune  | Béthisy-Saint-Pierre   | Église Saint-Pierre                    | Antoine Sauvage (1857) | Classé MH (buffet, instrument, 2005)                             |        |
| Orgue de tribune  | Bresles                | Église Saint-Gervais-et-Saint-Prothais | (première moitié XIXe siècle) | Inscrit MH (1989, buffet)                                        |        |
| Orgue de tribune  | Chambly                | Église Notre-Dame                      | Henry (?) (1508 ?) Jacques Carouge (1679) frères Wagner (1837) Théo Haerpfer (1986)                                                                 | Classé MH (instrument, 1977) Classé MH (buffet, 1984)            |        |
| Orgue de tribune  | Chantilly              | Église Notre-Dame-de-l'Assomption      | Cliquot (XVIIIe siècle) John Abbey (avant 1858) Aristide Cavaillé-Coll (1879)                                                                       | Classé MH (instrument, 1980)                                     |        |
| Orgue de tribune  | Chaumont-en-Vexin      | Église Saint-Jean-Baptiste             | Louis Callinet (1837) John Albert Abbey (1870) Louis Eugène-Rochesson (1947) Jean-Jacques Mounier (début des années 1980)                           | Classé MH (instrument, 1982)                                     |        |
| Orgue de tribune  | Chiry-Ourscamp         | Abbaye Notre-Dame d'Ourscamp           | Max Roethinger (1947) Jacques Barberis (1985) Christian Guerrier (1991)                                                                             |                                                                  |        |
| Orgue de tribune  | Clermont               | Église Saint-Samson                    | Jean Ourry (1622) Guillaume Bertrand (1850/53) Joseph Gutchenritter (1963)                                                                          | Classé MH (instrument, 1906)                                     |        |
| Orgue de tribune  | Compiègne              | Église Saint-Antoine                   | Caulier (1832) Adrien van Bever (1882) | Classé MH (instrument, 1986) · Classé MH (buffet, 2005)          |        |
| Orgue de tribune  | Compiègne              | Église Saint-Jacques                   | Louis Péronard (1768) Caulier (1834) Aristide Cavaillé-Coll (1843) Haerpfer-Erman (1965)                                                            | Classé MH (buffet, tribune, 1907) · Classé MH (instrument, 1960) |        |
| Orgue de tribune  | Coye-la-Forêt          | Église Notre-Dame de la Forêt          | Félix Van den Brande (1931) Victor Gonzalez (1937) Yves Fossaert (2007)                                                                             |                                                                  |        |
| Orgue de tribune  | Creil                  | Église Saint-Médard                    | Jean-Georges Kœnig (vers 1960) |                                                                  |        |
| Orgue de tribune  | Crépy-en-Valois        | Église Saint-Denis                     | Daublaine Callinet (1839) Jaquot-Jeanpierre (1935) Acker (1965) Michel Garnier (1986)                                                               | Classé MH (instrument, 1984) · Inscrit MH (buffet, 1989)         |        |
| Orgue de tribune  | Estrées-Saint-Denis    | Église Saint-Denis                     | Félix Van den Brande (vers 1910) Roethinger (vers 1960) Patrice Masson (1995/2004)                                                                  |                                                                  |        |
| Orgue à cylindres | Goincourt              | Église Saint-Lubin                     | Nicolas Antoine Lété (1843) | Inscrit MH (instrument, 1986)                                    |        |
| Orgue de tribune  | Gouvieux               | Église Sainte-Geneviève                | Michel-Merklin-Kuhn (1963) |                                                                  |        |
| Orgue à cylindres | Hénonville             | Église de la Trinité                   | (première moitié du XIXe siècle) | Inscrit MH (buffet, instrument, 1993)                            |        |
| Orgue à cylindres | Lachelle               | Église de l'Assomption-de-Notre-Dame   | atelier vosgien (?) (premier quart du XIXe siècle) Jacques Petit-Falaize (1980)                                                                     | Classé MH (instrument, 1980)                                     |        |
| Orgue à cylindres | Liancourt-Saint-Pierre | Église Notre-Dame                      | Nicolas Antoine Lété (1843) Jean-Jacques Mounier (1972) restauration (2000)                                                                         | Inscrit MH (instrument, 1986)                                    |        |
| Orgue             | Morienval              | Abbatiale Notre-Dame                   | Roger Lambert (1991) |                                                                  |        |
| Orgue             | Méru                   | Église Saint-Lucien                    | Adrien et Salomon Van Bever (1900) Jean-Jacques Mounier (début XXIe siècle)                                                                         |                                                                  |        |
| Orgue de chœur    | Noyon                  | Cathédrale Notre-Dame                  | John Abbey (1929) Beuchet-Debierre (1952) Michel Garnier (1989)                                                                                     |                                                                  |        |
| Orgue de tribune  | Noyon                  | Cathédrale Notre-Dame                  | Henri Saby (2005) |                                                                  |        |
| Orgue de tribune  | Pont-Sainte-Maxence    | Église Sainte-Maxence                  | Inconnu (buffet, 1643) transféré dans l'église (1806/08)                                                                                            | Classé MH (instrument, 1976) · Classé MH (buffet, 1995)          |        |
| Orgue de tribune  | Précy-sur-Oise         | Église Saint-Pierre-et-Saint-Paul      | Narcisse Martin (1859/61) Jean-François Muno (1987)                                                                                                 | Classé MH (instrument, 1980)                                     |        |
| Orgue de tribune  | Saint-Jean-aux-Bois    | Abbaye de Saint-Jean-aux-Bois          | Orgue hybride : Allen Renaissance Quantum 350 (2015) et Bernard Dargassies partie tuyaux                                                            |                                                                  |        |
| Orgue de tribune  | Senlis                 | Cathédrale Notre-Dame de Senlis        | François-Henri Clicquot (1760) Charles Dallery (1808) Joseph Merklin (1874) Roger Lambert Giroud (2019-2021)                                        | Classé MH (buffet, instrument, 1840)                             |        |
| Orgue de tribune  | Songeons               | Église Saint-Martin                    | Inconnu (1879) |                                                                  |        |
| Orgue de tribune  | Verberie               | Église Saint-Pierre                    | Aristide Cavaillé-Coll (1843) | Classé MH (instrument, 1989)                                     |        |

## Liste des orgues dans la Somme
| Orgue            | Commune                | Édifice                                   | Facteurs | Protection | Illus. |
| ---------------- | ---------------------- | ----------------------------------------- | --- | --- | ------ |
| Orgue            | Abbeville              | Chapelle Saint-Pierre-et-Saint-Paul       | Salomon Van Bever (1896) | |        |
| Orgue de chœur   | Abbeville              | Collégiale Saint-Vulfran                  | Système unit, Jacquot-Lavergne (1961) | |        |
| Orgue de tribune | Abbeville              | Église Notre-Dame-de-la-Chapelle          | Charles Dallery (?) (XVIIIe siècle) Charles Lefebvre (1840) Geoffroy Asselin (années 1970) | Inscrit MH (buffet, 1981) |        |
| Orgue            | Abbeville              | Église Saint-Gilles                       | Beuchet-Debierre (XXe siècle) | |        |
| Orgue de tribune | Abbeville              | Ancienne église Saint-Jacques             | Charles Mutin (1904) Beuchet-Debierre (1966) démontage par Dominique Thomas (2013) | |        |
| Orgue de tribune | Ailly-le-Haut-Clocher  | Église Notre-Dame-de-l'Assomption         | Inconnu (XVIIIe siècle) Félix Van den Brande (années 1940) | Inscrit MH (buffet, instrument, 1980)                                                                                         |        |
| Orgue de tribune | Ailly-sur-Noye         | Église Saint-Martin                       | Félix Van den Brande (1924) Haerpfer-Erman (XXe siècle) | |        |
| Orgue de tribune | Airaines               | Église Saint-Denis                        | Inconnu (fin du XVIIe siècle) | Inscrit MH (console, 1993) |        |
| Orgue de chœur   | Albert                 | Basilique Notre-Dame de Brebières         | Joseph Merklin (buffet, 1892) système unit, Jacquot-Lavergne (1958) | |        |
| Orgue de tribune | Albert                 | Basilique Notre-Dame de Brebières         | Jacquot-Lavergne (1958) | |        |
| Orgue de tribune | Allery                 | Église de la Trinité                      | Basiliens de l'abbaye de Valloires (vers 1840) | Classé MH (buffet, instrument, 1989)                                                                                          |        |
| Orgue de tribune | Amiens                 | Cathédrale Notre-Dame                     | Inconnu (1431) Pierre Le Pescheur (1620) Louis de Brucourt (1661) Charles Dallery (1769) John Abbey (1832) Aristide Cavaillé-Coll (1889) Edmond Alexandre Roethinger (1936) Charles Acker (1964/67) | Classé MH (buffet, 1907) · Classé MH (tribune, 1907)                                                                          |        |
| Orgue de tribune | Amiens                 | Église du Sacré-Cœur                      | Félix Van den Brande (fin XIXe siècle) | |        |
| Orgue de tribune | Amiens                 | Église Saint-Acheul                       | Salomon Van Bever (1901) | |        |
| Orgue de tribune | Amiens                 | Église Saint-Firmin                       | Félix Van den Brande (années 1920) | |        |
| Orgue de tribune | Amiens                 | Église Saint-Jacques                      | Curt Schwenkedel (1963) | |        |
| Orgue de tribune | Amiens                 | Église Saint-Leu                          | Charles Dallery (1751) Basiliens de l'abbaye de Valloires (1840) Paul Deldine (1875) | Classé MH (tribune, escalier, 1904) · Inscrit MH (instrument, 1987) · Classé MH (buffet, 1987) · Classé MH (instrument, 2001) |        |
| Orgue de chœur   | Amiens                 | Église Saint-Martin                       | John et Eugène Abbey (1888) Haerpfer-Erman (début des années 1960) Daniel Decavel (1992) Michel Garnier (1999)                                                                                      | |        |
| Orgue de tribune | Amiens                 | Église Saint-Martin                       | John et Eugène Abbey (1879 et 1895) Haerpfer-Erman (1959) Robert Camus (1978) Michel Garnier (1999) Laurent Plet (2007)                                                                             | |        |
| Orgue de chœur   | Amiens                 | Église Saint-Pierre                       | Charles Acker (fin des années 1950) Remise en état (2013) | |        |
| Orgue de tribune | Amiens                 | Église Saint-Pierre                       | Max Roethinger (1966) | |        |
| Orgue de tribune | Amiens                 | Église Saint-Pierre de Montières          | Félix Van den Brande (XXe siècle) | |        |
| Orgue de tribune | Amiens                 | Église Saint-Rémi                         | Basiliens de l'abbaye de Valloires (1842) Charles Lefebvre (années 1860) Paul Deldine (1871) Salomon Van Bever (1900) Haerpfer-Erman (1960)                                                         | |        |
| Orgue de tribune | Amiens                 | Église Saint-Roch                         | Félix Van den Brande (début XXe siècle) | |        |
| Orgue de chœur   | Amiens                 | Église Sainte-Jeanne-d'Arc                | Jacquot-Lavergne (1948) | |        |
| Orgue de tribune | Amiens                 | Église Sainte-Thérèse de l'Enfant-Jésus   | Félix Van den Brande Robert Camus (XXe siècle) | |        |
| Orgue de tribune | Amiens                 | Chapelle de l'Institution Sainte-Clotilde | Aristide Cavaillé-Coll (1875) Max Roethinger (années 1950) Jean-Pierre Swiderski (années 1990) | |        |
| Orgue de tribune | Amiens                 | Temple protestant d'Amiens                | Auguste Convers (1928) Geoffroy Asselin (2000) | |        |
| Orgue de tribune | Argoules               | Abbaye de Valloires                       | Charles Dallery (?) (1756) Basiliens de l'abbaye de Valloires (1845) Zimmermann Charles Lefebvre (seconde moitié du XIXe siècle) Baldner père et fils (1885) Théo Haerpfer (1993)                   | Classé MH (buffet, 1907) · Classé MH (instrument, 1987)                                                                       |        |
| Orgue de tribune | Ault                   | Église Saint-Pierre                       | Basiliens de l'abbaye de Valloires (vers 1830-1840) Paul Deldine (avant 1876) Félix Van den Brande (XXe siècle)                                                                                     | |        |
| Orgue de tribune | Authie                 | Église Saint-Pierre                       | (1859) | |        |
| Orgue de tribune | Beauval                | Église Saint-Nicolas                      | Salomon Van Bever (1888) Félix Van den Brande (après 1925) Charles Acker (1950) | |        |
| Orgue de tribune | Bellancourt            | Église Saint-Martin                       | Charles Lefebvre (1843/45) | |        |
| Orgue de tribune | Bernaville             | Église de la Trinité                      | Félix van Den Brande (avant 1914) Florian Drouet (2020) | |        |
| Orgue de tribune | Bovelles               | Église Notre-Dame-de-la-Nativité          | Charles Acker (début années 1960) Geoffroy Asselin (1980) | |        |
| Orgue de tribune | Boves                  | Église Notre-Dame-de-la-Nativité          | Félix Van den Brande (1914) Max Roethinger (1953) Jean-Marc Cicchero (1983) | |        |
| Orgue de tribune | Caix                   | Église Sainte-Croix                       | | |        |
| Orgue de tribune | Cayeux-sur-Mer         | Église Saint-Pierre                       | Félix Van den Brande (1913) Geoffroy Asselin | |        |
| Orgue de tribune | Cocquerel              | Église Saint-Martin                       | Charles Gadault (années 1850) | |        |
| Orgue de tribune | Conty                  | Église Saint-Antoine                      | Félix Van den Brande (1912) | |        |
| Orgue de tribune | Crécy-en-Ponthieu      | Église Saint-Séverin                      | Narcisse Duputel (1899) | Classé MH (buffet, instrument, 2005)                                                                                          |        |
| Orgue de tribune | Croix-Moligneaux       | Église Saint-Médard                       | | |        |
| Orgue de tribune | Le Crotoy              | Église Saint-Pierre                       | Félix Van den Brande (1934) | |        |
| Orgue de tribune | Doullens               | Chapelle du Musée Lombart                 | Orchestrion Welte (fin XIXe siècle) | |        |
| Orgue de tribune | Doullens               | Église Notre-Dame                         | Max Roethinger (1953) Daniel Decavel (1992) | |        |
| Orgue de tribune | Épehy                  | Église Saint-Nicolas                      | François Didier (1927) Max Roethinger (1951) Daniel Decavel (2008) | |        |
| Orgue de tribune | Flesselles             | Église Saint-Eustache                     | Edouard Alexandre (avant 1888) | |        |
| Orgue de tribune | Flixecourt             | Église Saint-Léger                        | Inconnu (XVIIIe siècle ?) transporté dans l'église vers 1860 | Inscrit MH (1981, buffet) |        |
| Orgue de tribune | Gamaches               | Église Saint-Pierre-et-Saint-Paul         | Inconnu (XVIIIe siècle) Krischer (XIXe siècle) Félix Van den Brande (1950) Jean-Marc Cicchero (1988)                                                                                                | |        |
| Orgue de tribune | Grivesnes              | Église Saint-Aignan                       | Aristide Cavaillé-Coll (XIXe siècle) Daniel Decavel (1989) Orgue provenant de la Sorbonne, relevé en 1989.                                                                                          | |        |
| Orgue de tribune | Guerbigny              | Église Saint-Pierre                       | André-Marie Daublaine (XIXe siècle) | |        |
| Orgue de tribune | Halloy-lès-Pernois     | Église Saint-Quentin                      | | |        |
| Orgue de tribune | Ham                    | Église Notre-Dame                         | Convers-Cavaillé-Coll (buffet, 1934) Beuchet-Debierre (1950) | |        |
| Orgue de tribune | Hangest-sur-Somme      | Église Sainte-Marguerite                  | Auguste Alizant (?) (début XIXe siècle) | |        |
| Orgue de tribune | Harbonnières           | Église Saint-Martin                       | Inconnu (XVIIIe siècle) Victor Gonzalez (années 1920) | |        |
| Orgue de tribune | Hypercourt             | Église Saint-Médard d'Omiécourt           | Félix Van den Brande (1931) | |        |
| Orgue de tribune | Long                   | Église Saint-Jean-Baptiste                | Aristide Cavaillé-Coll (1876) Laurent Plet (1990) | Classé MH (buffet, 1982) · Classé MH (instrument, 1986)                                                                       |        |
| Orgue de tribune | Moislains              | Église Saint-Pierre                       | Félix Van den Brande (années 1930) | |        |
| Orgue de tribune | Molliens-Dreuil        | Eglise Saint-Martin                       | Paul Deldine (1878) Henri Zimmermann (tuyaux) Jean-Marc Cicchero (2001) | |        |
| Orgue de tribune | Moreuil                | Église Saint-Vaast                        | Max Roethinger (1959) Marc Hédelin (2016) | |        |
| Orgue de tribune | Naours                 | Église Saint-Martin                       | Inconnu (première moitié du XIXe siècle) Basiliens de l'abbaye de Valloires (XIXe siècle) Paul Deldine (seconde moitié du XIXe siècle) Christian Boetzlé (2015)                                     | |        |
| Orgue de tribune | Oisemont               | Église Saint-Martin                       | Jules Anneessens (début du XXe siècle) | |        |
| Orgue de chœur   | Péronne                | Église Saint-Jean-Baptiste                | Joseph Beuchet (années 1930) | |        |
| Orgue de tribune | Péronne                | Église Saint-Jean-Baptiste                | Joseph Beuchet (1932) Jean-Pierre Swiderski (1987) Daniel Decavel (1994, 2008, 2013) | |        |
| Orgue            | Poix-de-Picardie       | Église Saint-Denis                        | Victor Gonzalez (1940) | |        |
| Orgue de tribune | Quend                  | Église Saint-Vaast                        | | |        |
| Orgue de tribune | Le Quesnel             | Église Saint-Léger                        | Basiliens de l'abbaye de Valloires (XIXe siècle) M. Sandford (1885) | |        |
| Orgue de tribune | Roye                   | Église Saint-Pierre                       | Beuchet-Debierre (1933) Max Roethinger (1957) Jean-Marc Cicchero (1992) | |        |
| Orgue de tribune | Rue                    | Église Saint-Wulphy                       | Salomon Van Bever (1895) Daniel Decavel (début XXIe siècle) | |        |
| Orgue de tribune | Saint-Riquier          | Abbatiale de Saint-Riquier                | Jean Baptiste Stoltz (1731) Basiliens de l'abbaye de Valloires (1852) Antoine Séquiès (1925) Max Roethinger (1959) Laurent Plet (2005)                                                              | Classé MH (1981, buffet) · Classé MH (1949, instrument)                                                                       |        |
| Orgue de chœur   | Saint-Sauflieu         | Église Saint-Denis                        | Robert Camus (1980) | |        |
| Orgue de chœur   | Saint-Valery-sur-Somme | Église Saint-Martin                       | Inconnu (milieu du XIXe siècle) Damien Sérot et Yves Yollant (2015) | |        |
| Orgue de tribune | Saint-Valery-sur-Somme | Église Saint-Martin                       | Isaac Huguet (1611) Louis Labour (1754) Narcisse Duputel (1895) Guillaume Besnier, Olivier Buis et Thomas Blandeau (2017)                                                                           | Classé MH (tribune, 1907) |        |
| Orgue de tribune | Senarpont              | Église Saint-Denis                        | Charles Lefebvre, Paul Deldine (1855-1860) Jean-Marc Cicchero (1984) | |        |
| Orgue de tribune | Vaudricourt            | Église Saint-Martin                       | Charles Gadault (1860) Jean-Jacques Mounier (2000) | |        |
| Orgue de tribune | Vignacourt             | Église Saint-Firmin                       | Joseph Merklin (1872) Salomon Van Bever (1886) Robert Camus (1986) | |        |
| Orgue de tribune | Villers-Bretonneux     | Église Saint-Jean-Baptiste                | Mutin-Cavaillé-Coll (1932) Max Roethinger (1958) | |        |
| Orgue de tribune | Vrély                  | Église Saint-Pierre                       | | |        |